# فينانسيو خوسيه
فينانسيو خوسيه (بالإسبانية: Venancio José Murcia)‏ هو منافس ألعاب قوى إسباني، ولد في 19 أبريل 1976 في كارتاخينا في إسبانيا.

## وصلات خارجية
- فينانسيو خوسيه على موقع الاتحاد الدولي لألعاب القوى (الإنجليزية)
- فينانسيو خوسيه على موقع أوليمبيديا (الإنجليزية)